# لا يورونا

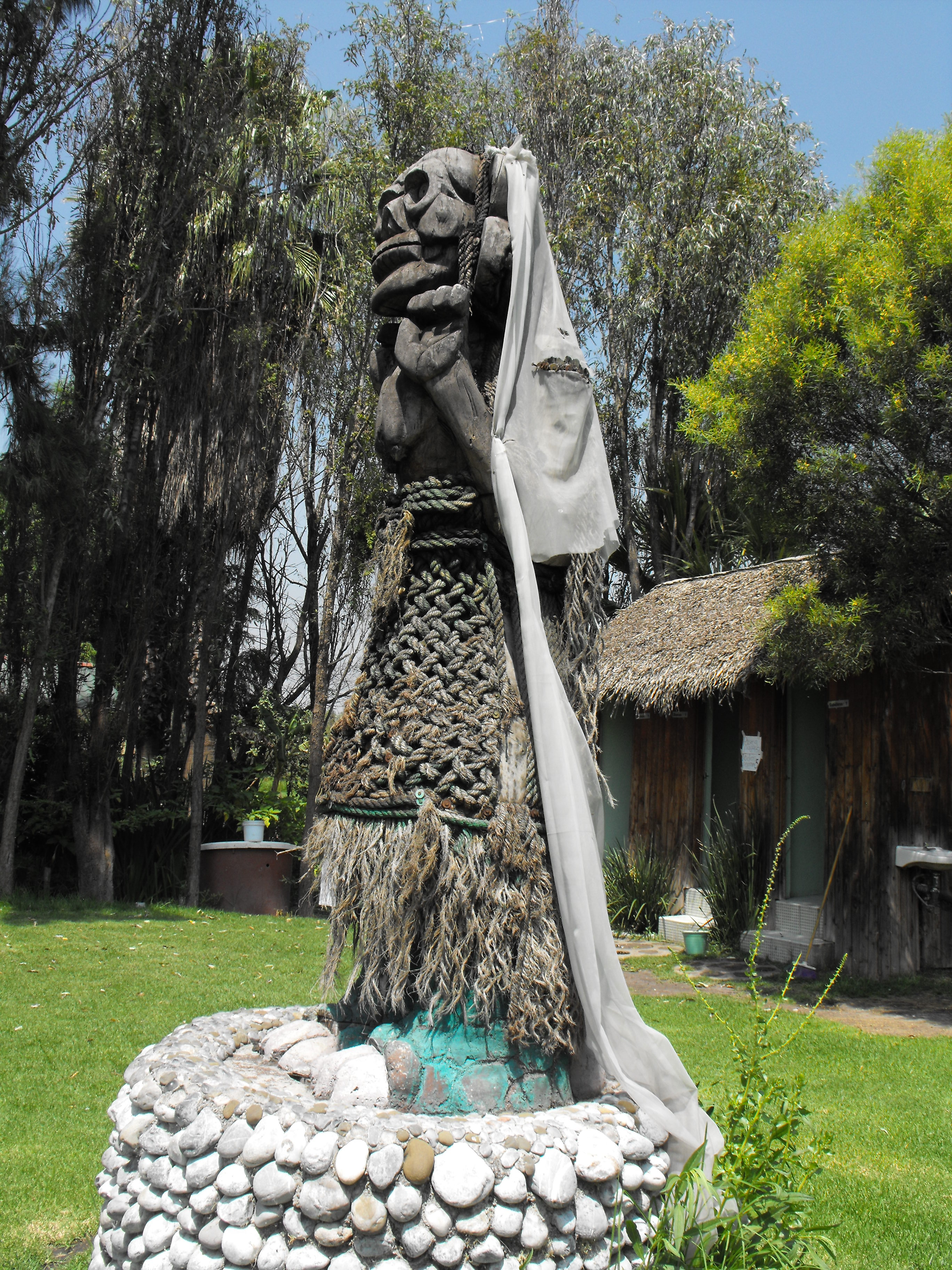
تمثيل لا لورونا في واحدة من جزر منطقة سوتشيميلكو، في مكسيكو سيتي.

لا يورونا (بالإسبانية: La Llorona)‏ أو المرأة الناحبة (بالإنجليزية: The Weeping Woman)‏ هي قصة نشرت باللغة الإنجليزية من جو هايس
هي أسطورة تداولتها أجيال وهي من جذور مكسيكية كانت تروى للأطفال لإخافتهم فالحقيقة إنها قصة حزينة
ومخيفة تركت ذكريات قوية رسخت في عقول الناس وعديد منهم من أقسموا أنها حقيقية.

## القصة
منذ سنوات كانت هناك قرية متواضعة صغيرة تعيش فيها فتاة في غاية الجمال والرقة إسمها ماريا العديد
من الناس يقولون أنها أجمل فتاة في العالم كانت ماريا تظن أنها أفضل من أي شخص موجود في القرية،
كبرت ماريا وزاد جمالها وأصبحت امرأة ناضجة ولم تكن تنظر ابداً إلى الرجال في قريتها ظناً منها
أنها أفضل منهم وأجملهم كانت تقول أنها سوف تتزوج أجمل رجل في العالم.
وفي أحد الأيام في قرية ماريا ظهر فيها رجل بنفس المواصفات التي تتحدث عنها ماريا، كان رانشيرو
أحد أبناء مربي الماشية الأثرياء في السهول الجنوبية يمكنه ركوب الحصان كالكومانتش
الكومانتش هم أول من إكتسبو الأحصنة من الإسبان لكنه ظن أنه لم يكن رجولي لركوب الحصان.
كان رانشيرو وسيماً ويجيد العزف على القيثارة والغناء بصوت جميل، ماريا ظنت أن رانشيرو الرجل المنشود لها
وأرادت الفوز بانتباهه ببضعة حيل.
إن تحدث رانشيرو معها في طريق تدير رأسها كأنها ليست مهتمة به، وعندما أتى لمنزلها في مساء
لكي يعزف على قيثارته ويغني لها، رفضت حتى إخراج رأسها من النافذة لسماعه كانت تفعل هذا
لكسب انتباهه.
«تلك الفتاة متعجرفة، ماريا ماريا !!، انا أعلم أنني يمكنني الفوز بقلبها، أقسم أنني سوف أتزوج هذه الفتاة»
قال في نفسه رانشيرو.
خرج كل شيء عن سيطرة ماريا، هي ورانشيرو إرتبطا وتزوجا في البداية كان كل شيء بخير
أنجبوا ولدين وكانوا عائلة سعيدة، لكن بعد سنوات قليلة أراد رانشيرو العودة إلى الحياة البرية
في البراري، غادر البلدة وإختفى لشهور، وعندما عاد إلى المنزل كانت عودته فقط لرؤية أطفاله
لم يبدي أية اهتمام لماريا، تزوج رانشيرو امرأة من طبقته الراقية.
غضبت ماريا كثيراً من رانشيرو وغضبت أيضا من ولديها الذي أبدا رانشيرو اهتمام فقط لهما
وتجاهلها هي فقط .
في أحد الأمسيات كانت ماريا تتنقل هي وولديها في طريق قريب من نهر، بينما هي تتنقل صادفت رانشيرو
في عربة وكانت هناك سيدة أنيقة تجلس بجواره فرآهم وتوقف لرؤية ولديه ولم ينظر حتى نظرة لماريا.
عندما رأت ذلك المنظر إستولى الغضب عليها وتحول ضد ولديها فأخذتهم من حضن أبيهما ورمتهم في النهر
وقد إختفيا في تيار مائي فجأة أدركت ماريا ما الذي فعلته وغاصت في النهر لتبحث عن ولديها لكن
لم يظهر أي أثر لهما.
في صباح موالي مر أحد المسافرين من النهر فرأى فتاة جميلة ميتة في ضفة النهر كانت ماريا .
لكن في أحد الليالي المظلمة قال أحد سكان قرية أنه رأى امرأة تبكي كانت ترتدي أبيض وتمشي في ضفة النهر
وبعضهم يقول أنهم رأوها تبكي وتقول أين أولادي؟, ومن ذلك اليوم سموها لا لورونا أي المرأة
الناحبة.
هذه قصة تروى للأطفال لكي لا يخرجو في الظلام فربما يصادفون لالورونا تخطفهم ولا تعيدهم
أبدا وفي رواية أخرى يقال أن لعنة حلت على القرية فكل طفل فيها يختفي ليكتشفوا جثته في صباح
موالي أمام ظفة نهر مأكولة وبعض يقول أن لعنة حلت على جميع أمهات فمنهم من تقتل أولادها
ومنها من تأكلهم ومنها من ترميــمهم في النهر .
وسؤال يبقى مطروح هذه القصة التي توارثها أجيــال هل هي حقيقية أم مجرد قصة لتخويف أطفال
وترويعهم ؟؟ وهل قصة لعنة حقيقية ؟

## بيبلوغرافيا
- Perez, Domino Renee, There Was a Woman: La Llorona from Folklore to Popular Culture
- Mathews, Holly F. 1992. The directive force of morality tales in a Mexican community. In Human motives and cultural models, edited by R.G.D'Andrade and C. Strauss, 127-62. New York: Cambridge University Press.
- Ray John De Aragon, The Legend of La Llorona, Sunstone Press, 2006. ISBN=1466429798 (ISBN13: 9781466429796).
- Belinda Vasquez Garcia, The Witch Narratives Reincarnation, Magic Prose Publishing, 2012. ISBN=978-0-86534-505-8 (ISBN13: 9781466429796).

## روابط خارجية
- The New Mexican La Llorona
- Handbook of Texas Online A summary of the tale.
- Supernatural TV Series - Season 1 - Pilot Episode  Woman in White Episode
- Grimm TV Series - Season 2 - Episode 9 - La Llorona Episode
- La Llorona in League of Legends
- Mama Watched Me Sink 2014 song by Kate Vargas
- La Llorona, 2015 short film